# Galeotto fu il libro

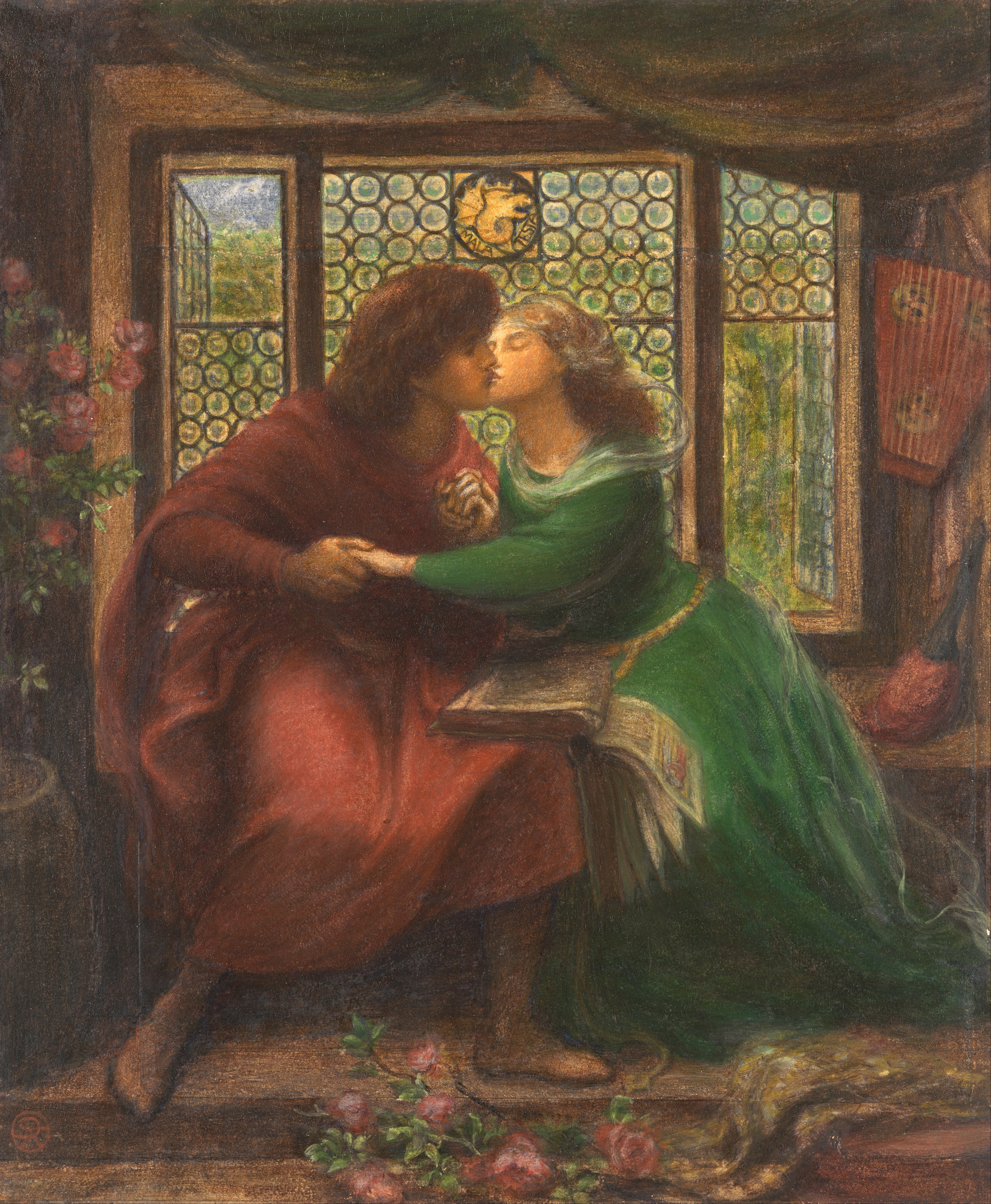
Paolo e Francesca da Rimini (Dante Gabriel Rossetti, 1867)

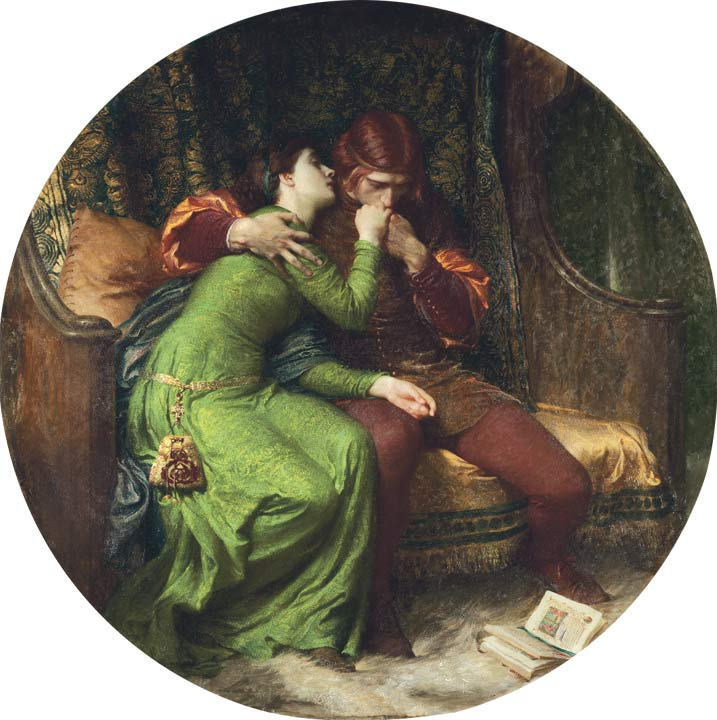
Frank Dicksee - Paolo e Francesca

Galeotto fu 'l libro è una citazione del quinto Canto dell'Inferno di Dante Alighieri.

## Il racconto di Dante
Nel cerchio dei lussuriosi, Francesca da Rimini racconta a Dante la storia della sua passione adultera per Paolo Malatesta, scoppiata mentre i due stavano leggendo "per diletto" il passo di un romanzo cavalleresco in cui la regina Ginevra, sposa di re Artù, veniva baciata dal cavaliere Lancillotto.
(Inferno, Canto V, versi 133-138)
Il bacio adultero dei due personaggi stimola i lettori a imitarlo. Per questo Francesca afferma che «il libro» (il romanzo cavalleresco) è stato il «Galeotto» tra lei e Paolo: Galeotto (Galehaut), infatti, era il siniscalco della regina che nel ciclo bretone faceva da vero e proprio mezzano tra Lancillotto e quest'ultima.
Il suo ruolo comunque non si limitava a questo, essendo egli il testimone all'amore tra i due. Secondo le regole dell'amor cortese il bacio della dama era infatti una vera e propria investitura, che accoglieva il cavaliere al servizio della donna, per cui aveva bisogno di essere formalizzata con la presenza necessaria di testimoni, come gli altri rituali di stampo feudale.
L'affermazione di Francesca è una chiara condanna della letteratura cavalleresca che, secondo Dante, accende le fantasie e può portare alla perdizione. In un certo senso essa ammonisce anche il poeta stesso ("e chi lo scrisse") che in gioventù aveva aderito alla poesia amorosa con il dolce stil novo.

## Modo di dire
Oggi «galeotto» è usato comunemente nell'italiano (anche come aggettivo) col significato di «intermediario amoroso»; la frase «galeotto fu 'l libro» (o «Galeotto fu...», con G indifferentemente maiuscola o minuscola) viene adoperata per segnalare una persona, un oggetto o un evento che ha reso possibile una relazione amorosa o altro. Diversamente dal severo ammonimento dantesco, la parola è adoperata generalmente in tono scherzoso.

## Influenze nella cultura
- Giovanni Boccaccio diede al Decameron il "cognome" di “Prencipe Galeotto”, intendendo con questo che il suo libro avrebbe potuto aiutare il lettore nelle sue pene amorose, come Galeotto aveva fatto con Lancillotto.
- Alla celebre espressione dantesca si rifanno: la canzone Un bacio a mezzanotte del Quartetto Cetra ("Non ti fidar di stelle galeotte"); la canzone Galeotto fu il canotto di Renato Zero; la canzone Come fa bene l'amore di Gianni Morandi ("Specchietto galeotto / serve solo per spiarti / occhi chiusi, abbandonata / al dolce vento d'estate…").